# The Raven (album The Stranglers)
The Raven – czwarty studyjny album zespołu The Stranglers, wydany w 1979 roku, nakładem wytwórni United Artist. Na rynku ukazał się 21 września nakładem wytwórni United Artist. Producentem płyty był Alan Winstanley. Album zajął 4. miejsce na brytyjskiej liście sprzedaży UK Albums Chart.

## Utwory
1. „Longships” – 1:10
2. „The Raven” – 5:13
3. „Dead Loss Angeles” – 2:24
4. „Ice” – 3:25
5. „Baroque Bordello” – 3:50
6. „Nuclear Device” – 3:32
7. „Shah Shah a Go Go” – 4:50
8. „Don't Bring Harry” – 4:09
9. „Duchess” – 2:30
10. „Meninblack” – 4:48
11. „Genetix” – 5:17
12. „Bear Cage” – 2:50 (2006 Bonus CD)
13. „Fools Rush Out” – 2:09 (2006 Bonus CD)
14. „N'Emmenes Pas Harry” – 4:14 (2006 Bonus CD)
15. „Yellowcake” – 2:55 (2006 Bonus CD)

## Single z albumu
- „Duchess” UK # 14[6]
- „Nuclear Device (The Wizard of Aus)” UK # 36[7]
- „Don't Bring Harry” UK # 44[8]

## Muzycy
- Jean-Jacques Burnel – gitara basowa, śpiew
- Hugh Cornwell – śpiew, gitara, gitara basowa
- Dave Greenfield – instrumenty klawiszowe, śpiew
- Jet Black – perkusja